# Фердинанд III (император Священной Римской империи)
Фердинанд III (нем. Ferdinand III.; 13 июля 1608, Грац — 2 апреля 1657, Вена) — император Священной Римской империи с 15 февраля 1637 года, король Венгрии (части королевства с 26 ноября 1625 года, (коронация 8 декабря 1626 года), всего королевства в 1637—1647 годах), король Чехии с 21 ноября 1627 года (коронация 25/26 ноября 1627 года). Имперский фельдмаршал (1634 год). Сын Фердинанда II и Марии Анны (8 декабря 1574 — 8 марта 1616), дочери герцога Баварского Вильгельма V.

## Биография
Фердинанд III был третьим сыном Фердинанда II и Марии Анны. Получив образование от иезуитов в Ингольштадте, он был хорошим музыкантом и известным ученым. 
Ещё при жизни отца, в 1625 году, он коронован королём Венгрии, а в 1627 году и королём Богемии, тем не менее император совсем не давал ему активно вмешиваться в дела. Только в последние годы жизни отца, особенно после смерти Валленштейна, Фердинанд III выступает на поприще политической деятельности.
В 1634 году, во время Тридцатилетней войны он нанёс шведам решительное поражение при Нёрдлингене (6 и 7 сентября), после чего его войска страшно разграбили Вюртемберг и другие земли, попавшие им в руки.
Фердинанд в 1637 году занял императорский престол по смерти отца, вполне беспрепятственно, отчасти благодаря популярности, которую он снискал себе Нердлингенской победой. Он меньше подчинялся иезуитам, нежели его отец, но тем не менее, несмотря на желание окончить бесконечную и разорительную войну, долго не соглашался даже на самые скромные уступки протестантам.
В 1647 году Фердинанд чуть не попал в плен к командиру шведских наездников-партизан Гельмгольду Врангелю, его успели спасти с большим трудом.
В 1648 году Фердинанд наконец согласился на заключение Вестфальского мира, даровавшего известные права протестантам (реформатам и лютеранам). Очистить свои владения от солдатских и разбойничьих шаек Фердинанду удалось лишь к 1654 году. Царствование его во внутренней истории империи прошло бесследно. Как и многие в семье австрийских Габсбургов, он был даровитым музыкантом и композитором.

## Семья
В 1631 году женился на Марии Анне Испанской, младшей дочери короля Филиппа III. Дети:
- Фердинанд IV (1633—1654),
- Марианна (1634—1696), жена испанского короля Филиппа IV. Их сын, Карл II — последний из Габсбургов на испанском престоле.,
- Филипп Август (1637—1639), эрцгерцог Австрии,
- Максимилиан Томас (1638—1639), эрцгерцог Австрии,
- Леопольд I (1640—1705), император Священной Римской империи,
- Мария (1646)

В 1648 году Фердинанд женился второй раз на Марии Леопольдине, эрцгерцогине Австрийской, дочери Леопольда V. Имели одного сына:
- Карл Йозеф (1649—1664), 47-й великий магистр Тевтонского ордена.

В 1651 году он женился на Элеоноре Гонзага, дочери Карла II Гонзага. Дети:
- Терезия Мария Жозефа (1652—1653).
- Элеонора Мария Жозефа (1653—1697), супруга короля Польши Михаила Корибута Вишневецкого, затем Карла V, герцога Лотарингии,
- Мария Анна Жозефа (1654—1689), супруга Иоганна Вильгельма, курфюрста Пфальца.
- Фердинанд Жозеф (1657—1658).